# Helina balsaci
Helina balsaci är en tvåvingeart som först beskrevs av Seguy 1946.  Helina balsaci ingår i släktet Helina och familjen husflugor. Inga underarter finns listade i Catalogue of Life.